# Neil Patrick Harris
Neil Patrick Harris (Albuquerque, Nuevo México, 15 de junio de 1973) es un actor, cantante,  escritor, ilusionista, comediante y director estadounidense. Los papeles más destacados de su carrera incluyen el papel principal en Doogie Howser, M. D., el de Barney Stinson en How I Met Your Mother, una versión novelada de sí mismo en la trilogía Harold & Kumar, el papel protagonista en la serie web musical de Joss Whedon Dr. Horrible's Sing-Along Blog y el de El Analista en Matrix Resurrections.
Fue el anfitrión de la 63.ª entrega de Premios Tony el 7 de junio de 2009 y del número 61 de los Premios Primetime Emmy el 20 de septiembre de 2009. 
El 7 de marzo de 2010, hizo una aparición sorpresa en la 82.ª edición Premios de la Academia, en la entrega del primer número musical. El 21 de agosto de 2010, ganó dos premios Emmy en la categoría de artes creativas. El 11 de diciembre de 2010, Harris fue anfitrión de los Spike Vídeo Game Awards, antes de serlo también en la 65.ª entrega de los Premios Tony el 12 de junio de 2011. 
Al año siguiente, obtuvo el premio como mejor actor de comedia en los Premios People's Choice 2012. El 9 de junio de 2013 Harris fue el presentador de la 67.ª edición de los Premios Tony, logrando, sobre todo con el número de apertura, ser considerado por muchos como uno de los mejores showman de la historia. Presentó la 87.ª entrega de los Premios Óscar el 22 de febrero de 2015.
Fue nombrado como una de las cien personas más influyentes de la revista Time en 2010, y en septiembre de 2011 Harris fue galardonado con la estrella número 587 en la sección de televisión en el Paseo de la Fama de Hollywood.

## Biografía

### Primeros años
Harris nació en Albuquerque, Nuevo México, y creció en Ruidoso (Nuevo México). Sus padres, Sheila y Ron, tenían un restaurante. Estudió en La Cueva High School en Albuquerque y participó activamente en actividades de la escuela y en teatros musicales. Se graduó con honores en 1991.

### Vida profesional
Saltó a la fama con 16 años al interpretar al doctor Doogie Howser durante 97 episodios de la exitosa serie televisiva Doogie Howser, M.D. (1989-1993).
Durante la década de los años 90 actuó en diferentes series televisivas como actor episódico. Aparte también participó en numerosos telefilmes.
Consiguió un rol secundario de gran importancia en la película de culto de ciencia ficción Starship Troopers  de  Paul Verhoeven.
Actuó en The Next Best Thing (2002) como David, el novio del personaje interpretado por Rupert Everett. Además, realizó un cameo en Will y Grace como alguien que se dedica a convertir a los homosexuales en heterosexuales y termina por descubrir que realmente le gustan los hombres.
Junto a Anne Heche protagonizó, en Broadway, Proof (2002) y un año más tarde interpretó al Maestro de Ceremonias en Cabaret, junto a Deborah Gibson y Tom Bosley. En 2004 interpretó a un asesino en serie en Law & Order: Criminal Intent y se parodió a sí mismo en Harold & Kumar Go to White Castle y en sus dos secuelas.

### Desde How I Met Your Mother hasta la actualidad
La vida de este actor cambió en 2005 con How I Met Your Mother, serie en la que interpretó a Barney Stinson. 

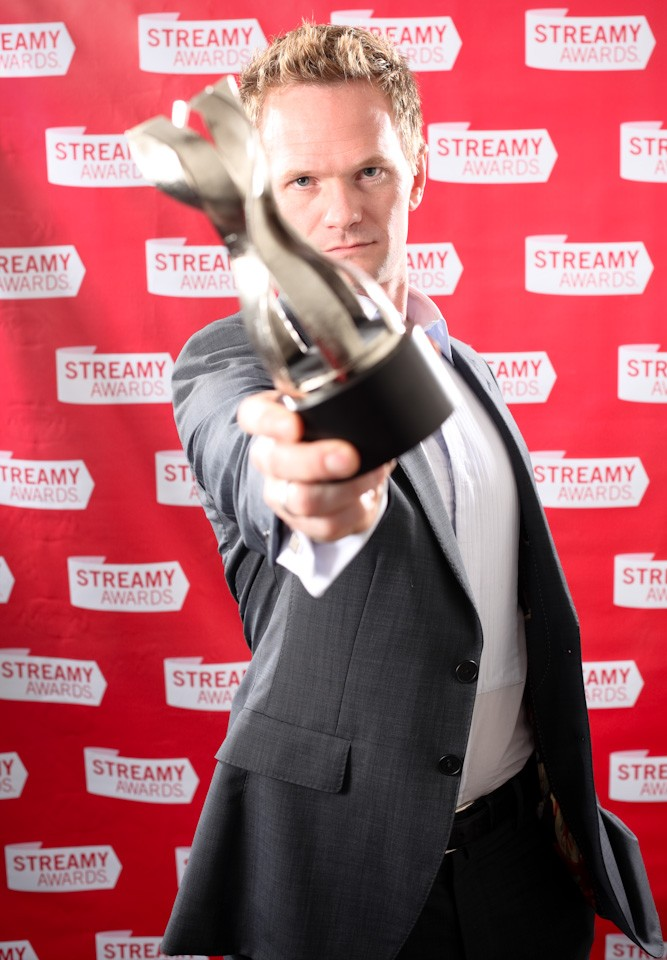
Neil en los Streamy Awards.

En 2009 presentó la gala de los premios Tony, tanto del teatro como de la televisión, y estuvo nominado por su papel de Barney Stinson como Mejor Actor Secundario en una serie de comedia. Fue ese mismo año cuando hizo el número de apertura en la gala de los Oscar. Y, en 2010, ganó dos Emmy. En 2011 le fue concedida la estrella número 587, en la categoría televisión, en el paseo de la fama de Hollywood.

### Vida personal
Neil Patrick Harris se declaró públicamente gay el 4 de noviembre de 2006, a través de la revista People, afirmando lo siguiente: 

«La mirada pública siempre fue amable conmigo y, hasta hace poco, he sido capaz de vivir una vida bastante normal. Ahora parece que hay especulación e interés sobre mi vida privada y relaciones. [...] me alegra disipar cualquier rumor o malentendido y estoy ciertamente orgulloso de decir que soy un hombre gay satisfecho con mi situación y viviendo una vida plena, y me siento aún más afortunado por trabajar con gente maravillosa en la profesión que amo.»

Por otra parte, en septiembre de 2007 acudió a los premios Emmy con su novio, el también actor David Burtka. Su noviazgo fue confirmado durante una entrevista en The Ellen DeGeneres show. En agosto de 2010 anunció vía Twitter que él y su pareja serían padres de mellizos en otoño por vientre de alquiler. Los mellizos, Gideon Scott, un varón, y Harper Grace, una niña, nacieron el 12 de octubre de 2010.
En agosto de 2014, después de 10 años de relación, él y David Burtka contrajeron matrimonio en una ceremonia íntima celebrada en Italia a la que solo asistieron amigos y familiares cercanos. Contaron con la presencia de Elton John, quien amenizó la recepción.

## Trayectoria profesional

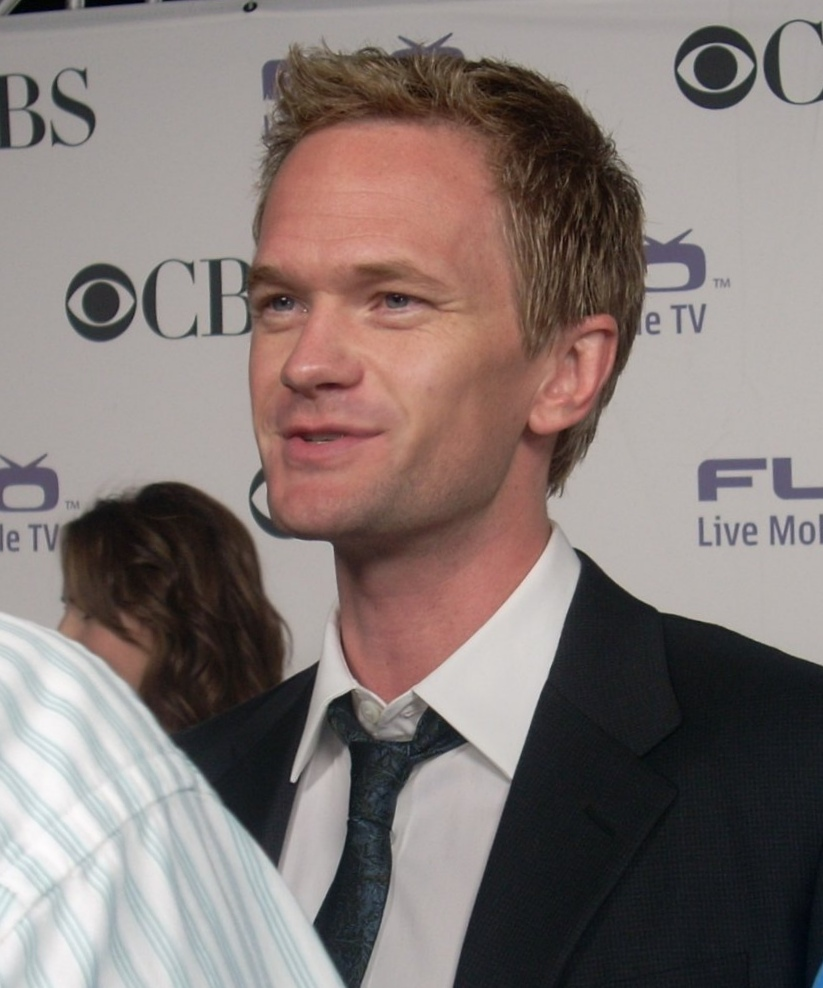
Neil Patrick Harris en 2008.

### Televisión
Papeles principales
| Año       | Título                         | Papel                   | Notas                                           |
| --------- | ------------------------------ | ----------------------- | ----------------------------------------------- |
| 1989-1993 | Doogie Howser, M. D.           | Douglas 'Doogie' Howser | 97 episodios. Protagonista                      |
| 1999-2000 | Stark Raving Mad               | Henry McNeeley          | 22 episodios                                    |
| 2005-2014 | How I Met Your Mother          | Barney Stinson          | Papel principal                                 |
| 2017-2019 | A Series of Unfortunate Events | Conde Olaf              | 25 episodios. Protagonista y productor          |
| 2022      | Uncoupled                      | Michael Lawson          | 8 episodios. Protagonista y productor ejecutivo |
| 2023      | How I Met Your Father          | Barney Stinson          | Segunda temporada                               |

Cameos y apariciones ocasionales
| Año  | Título                                        | Papel                      | Notas                                                                    |
| ---- | --------------------------------------------- | -------------------------- | ------------------------------------------------------------------------ |
| 1989 | B.L. Stryker                                  | Buder Campbell             | Episodio: "Blues for Buder"                                              |
| 1991 | Blossom                                       | The 'Charming' Derek Slade | Episodio: "Blossom – A Rockumentary"                                     |
| 1992 | Roseanne                                      | Dr. Doogie Howser          | Episodio: "Less Is More"                                                 |
| 1993 | Murder, She Wrote                             | Tommy Remsen               | Episodio: "Lone Witness"                                                 |
| 1993 | Quantum Leap                                  | Mike Hammond               | Episodio: "Return of the Evil Leaper – October 8, 1956"                  |
| 1996 | The Outer Limits                              | Howie Morrison             | Episodio: "From Within"                                                  |
| 1997 | Homicide: Life on the Street                  | Alan Schack                | Episodio: "Valentine's Day"                                              |
| 2000 | Will & Grace                                  | Bill                       | Episodio: "Girls, Interrupted"                                           |
| 2001 | Son of the Beach                              | Amante                     | Episodio: "Queefer Madness"                                              |
| 2001 | Ed                                            | Joe Baxter                 | Episodio: "Replacements"                                                 |
| 2002 | Touched by an Angel                           | Jonas                      | Episodio: "The Princeless Bride"                                         |
| 2003 | Boomtown                                      | Peter Corman               | Episodio: "Monster's Brawl"                                              |
| 2004 | Law & Order: Criminal Intent                  | John Tagman                | Episodio: "Want"                                                         |
| 2005 | Jack & Bobby                                  | Prof. Preston Phelps       | Episodio:"Querida Grace"                                                 |
| 2005 | Numb3rs                                       | Ethan Burdick              | Episodio: "Prime Suspect"                                                |
| 2008 | Anytime with Bob Kushell                      | Neil Patrick Harris        | Actor invitado                                                           |
| 2008 | Sesame Street                                 | The Fairy Shoeperson       | Episodio: "Telly's New Shoes"                                            |
| 2008 | Million Dollar Password                       | Él mismo                   | Actor invitado                                                           |
| 2009 | Carrie Underwood: An All-Star Holiday Special | Ace                        | Voz                                                                      |
| 2009 | Robot Chicken                                 | Varios                     | Episodio: "President Hu Forbids It" Episodio: "The Ramblings of Maurice" |
| 2010 | Glee                                          | Bryan Ryan                 | estrella invitada 1 episodio, serie de TV FOX                            |
| 2014 | American Horror Story: Freak Show             | Chester Creb               | estrella invitada 3 episodios, serie de TV FX                            |
| 2014 | RuPaul's Drag Race                            | Él mismo                   | actor invitado                                                           |
| 2021 | It's a Sin                                    | Henry Coltrane             | estrella invitada 1 episodio, serie de TV Channel 4, HBO Max             |
| 2023 | Doctor Who                                    | El Juguetero Celestial     | 1 episodio, especial 60 aniversario                                      |

### Series de animación
| Año       | Título                              | Notas                                       |
| --------- | ----------------------------------- | ------------------------------------------- |
| 1992-1995 | Capitol Critters                    | 13 episodios                                |
| 1991      | Los Simpson                         | 1 episodio                                  |
| 1992      | Capitán Planeta y los planetarios   | 1 episodio                                  |
| 2001      | Static Shock                        | 1 episodio                                  |
| 2001      | The Legend of Tarzan                | 1 episodio                                  |
| 2002      | Liga de la Justicia                 | 2 episodios                                 |
| 2003      | Spider-Man: The New Animated Series | 13 episodios                                |
| 2005      | The Golden Blaze                    |                                             |
| 2007-2009 | Padre de familia                    | 2 episodios                                 |
| 2008      | Justice League: The New Frontier    |                                             |
| 2008      | Saints Row 2                        |                                             |
| 2009      | Eat Lead: The Return of Matt Hazard |                                             |
| 2009      | Batman: The Brave and the Bold      | 1 episodio (The Music Meister)              |
| 2009      | Los Pingüinos De Madagascar         | Dr. Espiráculo (1 episodio)                 |
| 2010      | Batman: Under The Red Hood          | Dick Grayson / Nightwing                    |
| 2011      | Take Two with Phineas and Ferb      | Un episodio, Entrevistado por Phineas Flynn |
| 2011-2013 | Adventure Time                      | Prince Gumball                              |
| 2021      | Edén                                | Zero/Dr. Weston Fields                      |

### Películas
| Año  | Título                                       | Papel                      | Notas                                                                                 |
| ---- | -------------------------------------------- | -------------------------- | ------------------------------------------------------------------------------------- |
| 1988 | Clara's Heart                                | David Hart                 |                                                                                       |
| 1988 | Too Good to Be True                          | Danny Harland              | Telefilm                                                                              |
| 1988 | Purple People Eater                          | Billy Johnson              |                                                                                       |
| 1989 | Cold Sassy Tree                              | Will Tweedy/Narrador       | Telefilm                                                                              |
| 1989 | Home Fires Burning                           | Lonnie Tibbits             | Telefilm                                                                              |
| 1990 | The Earth Day Special                        | Doogie Howser              | Telefilm                                                                              |
| 1991 | Stranger in the Family                       | Steve Thompson             | Telefilm                                                                              |
| 1993 | For Our Children: The Concert                | Presentador                | Telefilm                                                                              |
| 1993 | Family Torn Apart                            | Brian Hannigan             | Telefilm                                                                              |
| 1994 | Snowbound: The Jim and Jennifer Stolpa Story | Jim Stolpa                 | Telefilm                                                                              |
| 1995 | The Man in the Attic                         | Edward Broder              | Telefilm                                                                              |
| 1995 | Animal Room                                  | Arnold Mosk                |                                                                                       |
| 1995 | Not Our Son                                  | Paul Kenneth Keller        | Telefilm                                                                              |
| 1995 | My Antonia                                   | Jimmy Burden               | Telefilm                                                                              |
| 1995 | Legacy of Sin: The William Coit Story        | William Coit               | Telefilm                                                                              |
| 1997 | Starship Troopers                            | Coronel Carl Jenkins       |                                                                                       |
| 1998 | The Proposition                              | Roger Martin               |                                                                                       |
| 1998 | The Christmas Wish                           | Will Martin                | Telefilm                                                                              |
| 1999 | Joan of Arc                                  | El Delfín                  | Telefilm                                                                              |
| 2000 | Opposit Sex                                  | Cary Baston                | Telefilm                                                                              |
| 2000 | The Next Best Thing                          | David                      |                                                                                       |
| 2001 | Texas Rangers                                | Freddy                     |                                                                                       |
| 2001 | Boston Public                                | Neil Mavromates            | Telefilm                                                                              |
| 2001 | The Fugitive                                 | Zack Lander                |                                                                                       |
| 2002 | Eastwick                                     | Adam                       | Telefilm                                                                              |
| 2002 | A Family Torn Apart                          | Brian Hannigan             |                                                                                       |
| 2003 | The Paper Boy                                | Ben                        | Telefilm                                                                              |
| 2003 | Skin                                         | Brian                      |                                                                                       |
| 2004 | Harold & Kumar Go to White Castle            | Él mismo                   | Coestelar                                                                             |
| 2005 | In the Mix                                   |                            |                                                                                       |
| 2007 | Ballet Shoes                                 | Paul                       | Película para televisión de la BBC1                                                   |
| 2008 | Cadillac Records                             | Eddy                       | Coestelar                                                                             |
| 2008 | Harold & Kumar Escape from Guantanamo Bay    | Él mismo                   | Coestelar                                                                             |
| 2009 | Cloudy with a Chance of Meatballs            | Steve the Monkey           |                                                                                       |
| 2010 | Dr. Seuss' Horton Hears a Who!               |                            | Voz                                                                                   |
| 2010 | Another Cinderella Story                     |                            |                                                                                       |
| 2010 | Arthur and the Vengeance of Maltazard        | Príncipe Felipe            | Voz                                                                                   |
| 2010 | Arthur and the War of Two Worlds             | Príncipe Felipe            | Voz                                                                                   |
| 2010 | La última canción                            | Billy                      |                                                                                       |
| 2010 | Obsessed                                     | Julian Charles             | Protagonista                                                                          |
| 2011 | Beastly                                      | Will Fratalli              | Papel Secundario                                                                      |
| 2011 | A Very Harold & Kumar 3D Christmas           | Él mismo                   | Coestelar                                                                             |
| 2011 | Los Pitufos                                  | Patrick                    |                                                                                       |
| 2011 | Los Muppets                                  | Él mismo                   |                                                                                       |
| 2012 | The Paperboy                                 | Anthony                    | — Ganador: Teen Choice Awards al mejor actor                                          |
| 2012 | American Pie: El reencuentro                 | Presentador                | Participación especial                                                                |
| 2012 | Hotel Transylvania                           | Harvey                     | Voz                                                                                   |
| 2012 | Hot Mess                                     |                            | Protagonista                                                                          |
| 2012 | The Perks of Being a Wallflower              | Zac                        | Papel protagónico. Para TV                                                            |
| 2012 | Azul y no tan rosa                           | Ramiro Schenwher           | Cameo                                                                                 |
| 2012 | Spring Breakers                              | Lwenin                     | Cameo                                                                                 |
| 2013 | Los Pitufos 2                                | Patrick                    |                                                                                       |
| 2013 | Romeo and Juliet                             | Romeo                      |                                                                                       |
| 2013 | Cloudy with a Chance of Meatballs 2          | Steve The Monkey           |                                                                                       |
| 2014 | Parental Guidance Suggested                  | Fred Pennington            | Protagonista. Basada en la novela de Ric Browde While I'm Dead... Feed the Dog (2000) |
| 2014 | Las mil y una noches                         |                            | Recurrente                                                                            |
| 2014 | A Million Ways to Die in the West            | Foy                        | Papel Secundario                                                                      |
| 2014 | 3 días para matar                            |                            | Cameo                                                                                 |
| 2014 | Why We Broke Up                              | Nin                        | Preproducción                                                                         |
| 2014 | The Keeping Room                             |                            | Preproducción                                                                         |
| 2014 | Gone Girl                                    | Desi Collings              |                                                                                       |
| 2015 | The Goree Girls                              |                            |                                                                                       |
| 2015 | Triangle 3                                   | Victor                     |                                                                                       |
| 2015 | The Good Dinosaur                            | Cliff                      | Miembro del Reparto original - Luego remplazado por el cambio de director             |
| 2016 | El sastre de Panamá, continua                | Fred                       |                                                                                       |
| 2021 | The Matrix Resurrections                     | El Analista / El Terapeuta | Antagonista Principal                                                                 |

### Teatro
- Hedwig and the Angry Inch (2014)
- A Snow White Christmas (2011)
- Assassins (2004)
- Cabaret (2003)
- Proof (2002)
- Sweeney Todd, the demon barber of Fleet Street In Concert (2001)
- Rent (1997-2001)
- Company (2011)

### Internet
- Dr. Horrible's Sing-Along Blog (3 episodios, 2008)

### Videojuegos
- Saints Row 2 (2008) - Veteran Child (Voz)
- Eat Lead: The Return of Matt Hazard (2009) - Wallace "Wally" Wellesly (voz)
- Spider-Man: Shattered Dimensions (2010) - Spider-Man (voz)
- Rock of the Dead (2010) - Voces
- Saints Row IV (2013) - Veteran Child (voz)
- Marvel's Deadpool VR (2025) - Deadpool (voz)

## Premios
| Año                    | Categoría                                              | Película                         | Resultado |
| ---------------------- | ------------------------------------------------------ | -------------------------------- | --------- |
| Globos de Oro          |                                                        |                                  |           |
| 1988                   | Mejor actor de reparto                                 | Clara's Heart                    | Nominado  |
| 1992                   | Mejor actor de serie de televisión - comedia o musical | Doogie Howser, M. D.             |           |
| 2005                   | Mejor actor de reparto de serie, miniserie o telefilme | How I Met Your Mother            |           |
| 2010                   | Mejor actor de reparto de serie, miniserie o telefilme | How I Met Your Mother            |           |
| Emmy Awards            |                                                        |                                  |           |
| 2010                   | Mejor actor invitado - Comedia                         | Glee                             | Ganador   |
| 2010                   | Mejor programa de clase especial                       | Premios Tony                     |           |
| MTV Video Games Awards |                                                        |                                  |           |
| 2010                   | Mejor interpretación masculina                         | Spider-Man: Shattered Dimensions | Ganador   |
| People's Choice Awards |                                                        |                                  |           |
| 1990                   | Actor Masculino Nueva Serie TV                         | Él Mismo                         | Ganador   |
| 2011                   | Mejor Actor De Comedia                                 | Él Mismo                         | Ganador   |
| 2012                   | Mejor Actor De Comedia                                 | Él Mismo                         | Ganador   |
| Tony Award             |                                                        |                                  |           |
| 2014                   | Mejor actor principal en musical                       | Hedwig and The Angry Inch        | Ganador   |